# Прогноза (филм)
Вижте пояснителната страница за други значения на Прогноза.
„Прогноза“ е български игрален филм (приключенски, драма, романтичен) от 2008 година на режисьорката Зорница София, по неин сценарий и на съсценаристи: Емил Бонев и Алексей Кожухаров. Оператор е Крум Родригес. Музиката във филма е композирана от Румен Тосков. Художник на постановката е Сабина Христова.

## Сюжет
Съдбата събира разнородна дружина балкански сърфисти, нахакан английски журналист с хърватски корени и влюбена в него българка. Има и трудно призната любов, и много мъжкарски псувни.

## Актьорски състав
- Асен Блатечки – Психопата
- Теодора Духовникова – Маргарита
- Стефан Щерев – Горан, Die Hard
- Крешимир Микич – Марко Матанич
- Деян Славчев-Део – Виктор, Облака
- Калина Станчева – Лили
- Юлиан Вергов – Робърт, Фитила
- Китодар Тодоров – Началник на ферибота
- Александър Дойнов – Шофьор на турски тир
- Добрин Досев – Турски командир
- Даниел Рашев – Турски адютант
- Красимир Доков – Губернатор
- Хава Пашоолу-Доков – Жена на губернатора
- Шели Варод – Дъщеря на губернатора.

## Награди
- Наградата „Академика 21“, (Варна, 2008).